# مارين ليوفاتش
مارين ليوفاتس (مواليد 7 أغسطس 1988) هو لاعب كرة قدم كرواتي يلعب كظهير أيسر لنادي دينامو زغرب.

### أوستريا فيينا

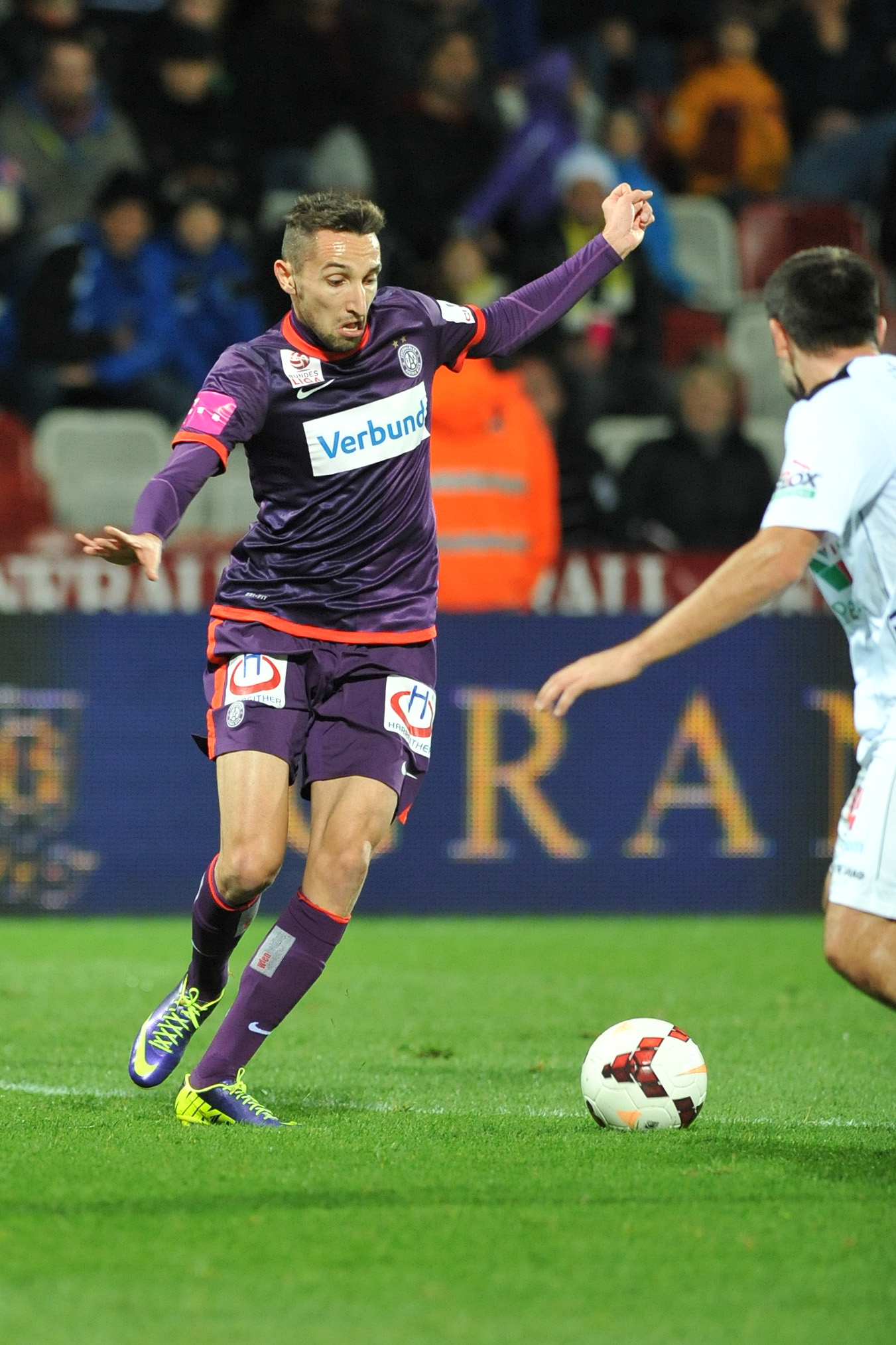
ليوفاك يلعب في النمسا فيينا عام 2013.

## الحياة الشخصية
وُلد ليوفاتش في بلدة يايتسي، في البوسنة والهرسك الحديثة، التي كانت في ذلك الوقت جزءًا من جمهورية يوغوسلافيا الاتحادية الاشتراكية. يحمل جنسية مزدوجة من النمسا وكرواتيا. كان مؤهلاً لتمثيل الدول الثلاث في كرة القدم الدولية. اختار في النهاية اللعب مع منتخب كرواتيا، حيث ظهر لأول مرة في عام 2014.

## الإنجازات
أوستريا فيينا
- البوندسليجا النمساوية (1): 2012-13

رييكا
- كأس كرواتيا (1): 2014
- كأس السوبر الكرواتي (1): 2014

باوك
- كأس اليونان (1): 2016-17

دينامو زغرب
- الدوري الكرواتي الأول لكرة القدم (1): 2018-19
- كأس السوبر الكرواتي : (1): 2019

فردية
- أوسكار كرة القدم : فريق العام - 2015

## روابط خارجية
- مارين ليوفاتش على فرق كرة القدم الوطنية.كوم
- مارين ليوفاتش  على سكروي